# Marie Tomášová
Marie Tomášová (Dobrovice, 18 de abril de 1929-Mělník, Bohemia Central, 25 de mayo de 2025) fue una actriz checa ganadora en 2008 del Premio Thalia por su larga trayectoria.

## Biografía
Estudió arte dramático en la Academia de las Artes Escénicas de Praga y trabajó en el Teatro Nacional de Praga de 1955 a 1965.
Estuvo casada con el actor y director teatral Otomar Krejča.

## Películas seleccionadas
- 1953: Anna proletářka
- 1955: Jan Hus
- 1956: Jan Žižka
- 1957: Zářijové noci
- 1958: Morálka paní Dulské
- 1959: Taková láska
- 1962: Zelené obzory
- 1965: Povídky o dětech
- 1967: Čtyři v kruhu
- 1990: Čarodějky z předměstí